# Gare de Xi'an
La gare de Xi'an est une gare ferroviaire chinoise situé à Xi'an, capitale de la province du Shaanxi.